# Convenio sobre la Patente Europea
El Convenio sobre la Patente Europea (CPE) o Convenio de Múnich fue firmado el 5 de octubre de 1973, establece un procedimiento único de concesión de patentes entre los países miembros de dicho convenio (39 países en febrero de 2023), la mayoría miembros de la Unión Europea (UE). Por este tratado, una persona de cualquier país puede solicitar una patente que tenga validez en los países que designe, incluidos varios países de extensión.
Una vez que la Oficina Europea de Patentes decide la concesión de la patente, el solicitante ha de presentar una solicitud de validación en cada uno de los países designados en el plazo de 3 o 6 meses. En caso de no hacerlo, pierde el derecho a la patente.
El Convenio sobre la Patente Europea surgió de un proyecto de la Comunidad Económica Europea de unificar el procedimiento de concesión de patentes en la CEE, y entró en vigor en paralelo con el Tratado de Cooperación en Materia de Patentes (PCT).
Incluye 178 artículos, un Reglamento y 4 Protocolos.
Una revisión de este Convenio, firmado en 2000 y por eso llamado CPE-2000, entró en vigencia a partir del 13 de diciembre de 2007.

## Diferencias con el sistema en Estados Unidos
A diferencia del sistema de Estados Unidos, el sistema Europeo se basa en el solicitante de la patente más que en el inventor, o sea el poseedor de la patente es aquel que la solicita primero y no necesariamente quien fue el creador o inventor.
Otra diferencias es que el sistema estadounidense permite patentar casi cualquier cosa, mientras que en Europa hay restricciones. Por ejemplo, no se pueden patentar ideas, métodos, modelos de negocios, teorías ni descubrimientos.